# Mouzon (Ardenes)
Mouzon és un municipi francès situat al departament de les Ardenes i a la regió del Gran Est. L'any 2007 tenia 2.453 habitants.

## Demografia

### Població
El 2007 la població de fet de Mouzon era de 2.453 persones. Hi havia 1.066 famílies de les quals 379 eren unipersonals (122 homes vivint sols i 257 dones vivint soles), 320 parelles sense fills, 266 parelles amb fills i 101 famílies monoparentals amb fills.
La població ha evolucionat segons el següent gràfic:
Habitants censats

### Habitatges
El 2007 hi havia 1.203 habitatges, 1.095 eren l'habitatge principal de la família, 14 eren segones residències i 93 estaven desocupats. 815 eren cases i 354 eren apartaments. Dels 1.095 habitatges principals, 611 estaven ocupats pels seus propietaris, 467 estaven llogats i ocupats pels llogaters i 17 estaven cedits a títol gratuït; 39 tenien una cambra, 58 en tenien dues, 152 en tenien tres, 293 en tenien quatre i 553 en tenien cinc o més. 618 habitatges disposaven pel capbaix d'una plaça de pàrquing. A 546 habitatges hi havia un automòbil i a 348 n'hi havia dos o més.

### Piràmide de població
La piràmide de població per edats i sexe el 2009 era:
| Homes | Edats   | Dones |
| ----- | ------- | ----- |
| 0     | 95 o +  | 4     |
| 0     | 90 a 94 | 20    |
| 16    | 85 a 89 | 28    |
| 40    | 80 a 84 | 12    |
| 48    | 75 a 79 | 76    |
| 56    | 70 a 74 | 92    |
| 84    | 65 a 69 | 76    |
| 60    | 60 a 64 | 80    |
| 100   | 55 a 59 | 80    |
| 76    | 50 a 54 | 84    |
| 80    | 45 a 49 | 100   |
| 64    | 40 a 44 | 64    |
| 104   | 35 a 39 | 96    |
| 80    | 30 a 34 | 88    |
| 104   | 25 a 29 | 84    |
| 72    | 20 a 24 | 40    |
| 92    | 15 a 19 | 40    |
| 96    | 10 a 14 | 88    |
| 108   | 5 a 9   | 76    |
| 88    | 0 a 4   | 52    |

## Economia
El 2007 la població en edat de treballar era de 1.486 persones, 1.031 eren actives i 455 eren inactives. De les 1.031 persones actives 836 estaven ocupades (462 homes i 374 dones) i 195 estaven aturades (103 homes i 92 dones). De les 455 persones inactives 137 estaven jubilades, 114 estaven estudiant i 204 estaven classificades com a «altres inactius».

### Ingressos
El 2009 a Mouzon hi havia 1.047 unitats fiscals que integraven 2.335,5 persones, la mediana anual d'ingressos fiscals per persona era de 16.441 €.

### Activitats econòmiques
Dels 116 establiments que hi havia el 2007, 3 eren d'empreses alimentàries, 1 d'una empresa de fabricació de material elèctric, 7 d'empreses de fabricació d'altres productes industrials, 12 d'empreses de construcció, 17 d'empreses de comerç i reparació d'automòbils, 9 d'empreses de transport, 14 d'empreses d'hostatgeria i restauració, 1 d'una empresa d'informació i comunicació, 7 d'empreses financeres, 7 d'empreses immobiliàries, 9 d'empreses de serveis, 18 d'entitats de l'administració pública i 11 d'empreses classificades com a «altres activitats de serveis».
Dels 32 establiments de servei als particulars que hi havia el 2009, 1 era una gendarmeria, 1 oficina de correu, 3 oficines bancàries, 3 tallers de reparació d'automòbils i de material agrícola, 1 autoescola, 1 paleta, 1 guixaire pintor, 4 fusteries, 4 lampisteries, 1 electricista, 2 perruqueries, 1 veterinari, 2 agències de treball temporal, 5 restaurants, 1 agència immobiliària i 1 saló de bellesa.
Dels 9 establiments comercials que hi havia el 2009, 2 eren supermercats, 1 una gran superfície de material de bricolatge, 3 fleques, 1 una peixateria, 1 una botiga de material de revestiment de parets i terra i 1 una joieria.
L'any 2000 a Mouzon hi havia 32 explotacions agrícoles que ocupaven un total de 2.448 hectàrees.

## Equipaments sanitaris i escolars
El 2009 hi havia 1 farmàcia i 1 ambulància.
El 2009 hi havia 2 escoles elementals. Mouzon disposava d'un col·legi d'educació secundària amb 328 alumnes.

## Poblacions més properes
El següent diagrama mostra les poblacions més properes.